# Stephan Erfurt
Stephan Erfurt (* 1958 in Wuppertal) ist ein deutscher Fotograf, Kulturunternehmer und Vorstandsvorsitzender der C/O Berlin Foundation. Gemeinsam mit Marc Naroska (Designer) und Ingo Pott (Architekt) gründete er im Jahr 2000 das private Ausstellungshaus für Fotografie und visuelle Medien. Unter Erfurts Leitung fungiert die private, gemeinnützige Stiftung als  operativ arbeitende Institution für Fotografie-Ausstellungen.

## Leben und Karriere
Während eines Aufenthalts in Paris zwischen 1978 und 1980 entstanden erste fotografische Arbeiten gemeinsam mit Theatergruppen und Musikern. Sein Studium im Bereich Kommunikationsdesign absolvierte er von 1981 bis 1987 an der Universität GH Essen. Von 1984 bis 1990 verbrachte Erfurt einige Jahre in New York City, wo er unter anderem Assistent von Hans Namuth und Evelyn Hofer war. Von 1985 bis 1999 fotografierte Stephan Erfurt vorwiegend für das Magazin der Frankfurter Allgemeine Zeitung. In dieser Zeit arbeitete er ebenfalls an verschiedenen freien Projekten, dabei entstanden Auftragsarbeiten für  Publikationsorgane und Verlage wie Die Zeit, GEO, mare, Suhrkamp, The New York Times und Le Monde. Im Jahr 2000 folgte die Gründung von C/O Berlin.

## Gründung C/O Berlin
Das spezifische Konzept des Hauses und das besondere Engagement von Stephan Erfurt bewirkten, dass sich aus einer im Jahr 2000 gestarteten privaten Initiative eine international anerkannte Institution und Marke entwickelte. Von 2001 bis 2006 war C/O Berlin in der Linienstraße (Berlin-Mitte) beheimatet, bevor es 2006 ins alte Postfuhramt umzog, wo es bis 2013 Einzel- und Themenausstellungen präsentierte. Am 30. Oktober 2014 eröffnete C/O Berlin in Berlin-Charlottenburg als Ausstellungshaus und Begegnungsort.

## Auszeichnungen und Anerkennungen
- 2023: Bundesverdienstkreuz 1. Klasse
- 2009: Bundesverdienstkreuz am Bande[8]
- 1998: Berufung in die Deutsche Gesellschaft für Photographie, DGPh
- 1990: Berufung in die Deutsche Fotografische Akademie, DFA
- 1989: Förderpreis der Alfried Krupp von Bohlen und Halbach-Stiftung
- 1988: Preisträger des Bundes Freischaffender Foto-Designer, BFF
- 1987: Erster deutscher Preisträger der Vereinigung amerikanischer Berufsfotografen, ASMP, Washington

## Buchprojekte (Auswahl)
- Erfurt, Stephan. On The Road. Kehrer Verlag, 2018, ISBN 978-3-86828-809-4
- Richard Serra „Weight and Measure“ mit einem Text von David Sylvester. Düsseldorf, 2000, ISBN 3933807166
- Eduardo Chillida „Raum“, Kunst-Station Sankt Peter, Köln, 2001.

## Ausstellungen (Auswahl)
- Stephan Erfurt: On the Road, Museum für Fotografie, Berlin (2021/2022)[9]
- Kunsthalle Osnabrück, 2001
- ifa Institut für Auslandsbeziehungen / SK Stiftung Kultur, Köln 2000
- Galerie Arndt & Partner, Berlin 2000
- Galerie Meyer-Ellinger, Frankfurt am Main 1999
- Altonaer Museum Hamburg, 1997
- Goethe-Institut Moskau, 1994
- Badischer Kunstverein Karlsruhe, 1992
- Von-der-Heydt-Museum Wuppertal, 1991
- Dorothea-von-Stetten-Kunstpreis 1990, Kunstmuseum Bonn, 1990

## Sammlungen (Auswahl)
- Polaroid Collection, Cambridge, USA
- Museum Ludwig, Köln
- Museum of Modern Art, New York City